# Scaptomyza apponopusilla
Scaptomyza apponopusilla är en tvåvingeart som beskrevs av Hardy 1965. Scaptomyza apponopusilla ingår i släktet Scaptomyza och familjen daggflugor. Inga underarter finns listade i Catalogue of Life.